# Municipio de Sjöbo
Sjöbo es un municipio situado en la provincia de Escania, en Suecia. Tiene una población estimada, a fines de marzo de 2023, de 19 518 habitantes.
Su sede está en el área urbana de Sjöbo.
El actual municipio fue creado en 1974, cuando la antigua ciudad de mercado (köping) de Sjöbo se fusionó con los municipios rurales circundantes. Hay quince entidades originales dentro del municipio actual.

## Localidades
Hay 9 áreas urbanas (tätort) en el municipio:
| # | Tätort          | Población (2020) |
| - | --------------- | ---------------- |
| 1 | Sjöbo           | 8478             |
| 2 | Blentarp        | 1523             |
| 3 | Vollsjö         | 843              |
| 4 | Lövestad        | 671              |
| 7 | Bjärsjölagård   | 399              |
| 6 | Karups sommarby | 396              |
| 8 | Sövde           | 369              |
| 9 | Äsperöd         | 262              |

## Ciudades hermanas
Sjöbo está hermanado o tiene tratado de cooperación con:
- Trzebiatów, Polonia
- Teterow, Alemania